# La Calera (Colombia)
La Calera è un comune della Colombia facente parte del dipartimento di Cundinamarca.
Il centro abitato venne fondato da Pedro de Tovar y Buendía nel 1772, mentre l'istituzione del comune è del 14 dicembre 1853.